# El Alto del Parral
El Alto del Parral är en ort i Mexiko.   Den ligger i kommunen Villagrán och delstaten Guanajuato, i den centrala delen av landet, 220 km nordväst om huvudstaden Mexico City. El Alto del Parral ligger 1 748 meter över havet och antalet invånare är 167.
Terrängen runt El Alto del Parral är platt åt nordost, men åt sydväst är den kuperad. Terrängen runt El Alto del Parral sluttar norrut. Runt El Alto del Parral är det tätbefolkat, med 613 invånare per kvadratkilometer. Närmaste större samhälle är Celaya, 7,5 km öster om El Alto del Parral. Omgivningarna runt El Alto del Parral är en mosaik av jordbruksmark och naturlig växtlighet.